# 阿南久
阿南 久（あなん ひさ）は、日本の市民活動家。消費者市民社会をつくる会理事長、国民生活産業・消費者団体連合会副会長、消費者庁参与、雪印メグミルク取締役。過去に、消費者庁長官、全国消費者団体連絡会事務局長、全国労働者共済生活協同組合連合会理事等を歴任。

## 経歴
1968年4月、東京教育大学入学。この頃の東京教育大学は筑波への移転問題で大学が揺れ動いていた時期であり、学生運動にも参加した。1983年の長女出産を機に食品添加物などへの不安を強め消費者運動に取り組んだ。コープとうきょう理事、東京都生活協同組合連合会理事、日本生活協同組合連合会理事、全国労働者共済生活協同組合連合会理事などを歴任。日本生活協同組合連合会理事時代に食の安全を求める署名を全国から集め、2003年の食品安全基本法制定につながったと自負する。全国消費者団体連絡会事務局長を経て、2012年8月から2014年8月まで女性初の消費者庁長官を務めた。
2014年9月、雪印メグミルク株式会社企業倫理委員会委員に就任。2014年10月日本生活協同組合連合会消費者活動アドバイザーに就任するとともに、一般社団法人消費者市民社会をつくる会を設立し、理事長に就任。2015年1月1日から消費者庁参与。2015年4月1日から新潟市政策評価アドバイザー。2015年6月15日付で雪印メグミルク株式会社取締役に就任。2016年12月、ピーシーデポコーポレーションアドバイザリーボードメンバー、公益財団法人横浜市消費者協会理事長に就任。